# 黄玉瑚
黄玉瑚（？—？），山东即墨人，清朝政治人物。举人出身。
乾隆四十八年，接替火繼宗。擔任江蘇荆溪縣知縣攝任。后由陳大年接任。曾于1785年接替康杰任青浦县知县一职，1786年由黄映庚接任。